# Далахай (Тункинский район)
Далаха́й — улус в Тункинском районе Бурятии. Административный центр сельского поселения «Далахай».

## География
Расположен на левом берегу реки Иркут в 2,7 км к северу от села Торы, в 68 км к востоку от районного центра — села Кырен.

## История
В 2014 году в селе проведён республиканский фестиваль бурятского национального танца «Ёхор» — Ночь Ёхора

## Население
| 2002 | 2010 |
| ---- | ---- |
| 542  | ↗543 |

## Известные люди
- Шенхоров, Чингиз Бадмаевич − российский бурятский художник, Народный художник Российской Федерации[3].
- Бадлуев Дандар Жапович - Заслуженный  работник  культуры Республики Бурятия,Лауреат государственной премии Республики Бурятия, заслуженный деятель искусств Российской Федерации, Лауреат Премии Правительства Российской Федерации в области культуры за 2006 год.

Балетмейстер, хореограф, режиссер. Директор государственного национального театра танца и песни  «Байкал».
```
Его имя внесено в список персоналий общероссийской Энциклопедии «Лучшие люди России» за 2005 – 2006 гг. Член Международной ассоциации фольклорного искусства и Ассоциации хореографов Республики Бурятия. 
```